# Vámszer Márta
Vámszer Márta (Székelyudvarhely, 1927. január 18. – Kolozsvár, 2000. február 17.) nyelvész, magyar nyelv- és irodalomszakos tanár.

## Tanulmányai, munkássága
Középiskoláit Kolozsváron, a Marianum leánygimnáziumban végezte 1945-ben, a Bolyai Tudományegyetemen magyar nyelv- és irodalomszakos tanári oklevelet szerzett 1949-ben. A Bolyai Tudományegyetemen védte meg 1949-ben a nyelvtudományok kandidátusa címre jogosító dolgozatát. 1949-től a Bolyai Tudományegyetem magyar nyelvészeti tanszékén volt gyakornok, 1950-től tanársegéd, majd 1952-től adjunktus, 1967-től nyugdíjba vonulásáig a Babeș–Bolyai Tudományegyetem docense. 1962 – 1966 között a marosvásárhelyi Tanárképző Főiskola tanára is volt. Tantárgyai között szerepelt az éveken át előadott Bevezetés a nyelvtudományba, majd a finn nyelv és sokáig, nyugdíjba vonulásáig, 1984-ig a finnugor összehasonlító nyelvészetet tanította. Vámszer Márta a tanszéken szervezett nyelvjáráskutatásokban is közreműködött, illetve oktatói munkája mellett több alkalommal is részt vett kiszállásokon, illetve helyszíni gyűléseken. Kezdettől fogva aktív tagja volt a Szabó T. Attila által irányított, Erdélyi magyar szótörténeti tár munkálatainak, a szerkesztő munkaközösségnek. Közben mint gyakorlott nyelvjáráskutató szorgalmas és kitartó gyűjtőmunkájának gazdag adatanyaga alapján megírta kandidátusi értekezését a kalotaszegi nyelvjárás igeragozásáról és igetöveiről.

## Halála
2000. február 17-én Kolozsváron hunyt el. Emlékére Szabó Zoltán írt gyászbeszédet, amelyben mélyen tisztelt kolléganőjétől búcsúzik. Vámszer Márta életműve az oktatás és nyelvtudomány számára nagy nyereségnek számított, hiszen nyelvészként nagy sikereket ért el.
A búcsú keserű perceiben Szabó Zoltán életpályája emlékeit elevenítette fel a vele együtt gyászolókkal.
Szabó Zoltán gyászbeszéde 2000. február 17-én hangzott el Vámszer Márta ravatalánál a házsongárdi temetőben.

## Munkái
Oktatói munkája mellett, részt vett a moldvai csángó és a székely nyelvjárásoknak a tanszék által végzett nyelvföldrajzi felmérésében. A kalotaszegi nyelvjárás alaktanának jelenségeire vonatkozó tanulmányai:
- A kalotaszegi nyelvjárás írá vala-féle igealakjairól, StUBB, 1959
- Az ikes igeragozás állapota a kalotaszegi nyelvjárásban, NyIrK, 1962/1
- A jövő kifejezése a kalotaszegi nyelvjárásban, NyIrK, 1963/2
- Analógiás keletkezésű igealakok a kalotaszegi nyelvjárásban, NyIrK, 1965/1
- A fog segédigés igealakok funkciója a kalotaszegi nyelvjárásban NyIrK 1967/1
- Az ád, vér féle igealakok használata a kalotaszegi nyelvjárásban NyIrK, 1969/1

Doktori értekezése: A kalotaszegi nyelvjárás igeragozási rendszere, Buk., 1972

### Külső hivatkozások
1. Gyászbeszéd
2. Erdélyi Magyar Szótörténeti Tár
3. Magyar Elektronikus Könyvtár